# Breaking Free
Pistes de High School Musical
Bop to the Top We’re All in This Together
Breaking Free est une chanson issue du téléfilm High School Musical et publiée le 28 septembre 2006 aux États-Unis. La chanson est interprétée par Troy Bolton et Gabriella Montez, personnages interprétés par Zac Efron et Vanessa Hudgens.

## Place dans le téléfilm
Dans le téléfilm High School Musical, cette chanson est celle que doivent chanter les candidats lors de la dernière audition pour participer à la comédie musicale du lycée. Dans un premier temps, lorsque Mme Darbus appelle Troy et Gabriella à monter sur scène, ils ne répondent pas car ils sont respectivement pris dans un match de basket et une épreuve du décathlon scientifique. Cependant, grâce à l'aide de leurs amis, ils arrivent à arriver à temps pour convaincre Mme Darbus de les laisser chanter devant tout le public d'East High, malgré les réticences de Sharpay Evans.

## Paroles
We're soarin' 
Flyin' 
There's not a star in heaven that we can't reach
If we're trying
So we're breaking free
You know the world can see us
In a way that's different than who we are
Creating space between us
'till we separate hearts
But your faith it gives me strenght
Strenght to believe
We're breaking free
We're soarin' 
Flyin' 
There's not a star in heaven than we can't reach
If we're trying
So we're breaking free
Can you feel it building
Like a wave the ocean just can't control
Connected by a feeling
Ooh, in our very souls
Rising till it lifts us up
So everyone can see
We're breakin' free
We're soarin
Flyin' 
There's not a star in heaven than we can't reach
If we're tryin' 
Yeah we're breakin' free
Ooh runnin' 
Climbin' 
To get to that place
To be all that we can be
Now's the time...
So we're breakin' free
More than hope
More than faith
This is true
This is fate
And together we see it comin' 
More than you
More than me
Not a want
But a need
Both of us breakin' free
Soarin' 
Flyin' 
There's not a star in heaven than we can't reach
If we're trying
Yeah we're breakin' free
We're runnin' 
Ooh climbin' 
To get to that place to be all that we can be
Now's the time
Now's the time...
So we're breakin' free
We're breakin' free
You know the world can see us
In the way that's different than who we are...

## Classement
| Classement (2006)         | Position |
| ------------------------- | -------- |
| New Zealand Singles Chart | 4        |
| UK Singles Chart          | 9        |
| Billboard Hot 100         | 4        |
| Billboard Pop 100         | 6        |

## Reprises
Le titre a été repris sur internet puis sur l'album The Covers par le chanteur Sam Tsui en 2010.